# Dieter Winter
Dieter Winter (* 17. April 1954 in Berlin) ist ein ehemaliger deutscher Fußballspieler und -trainer.

## Karriere

### Spieler

#### Hertha 03 Zehlendorf
Winter spielte in seiner Jugend für Hertha 03 Zehlendorf und kam bereits im Alter von 16 Jahren im Finale um die Deutsche Meisterschaft der A-Junioren zum Einsatz. An der Seite von Norbert Stolzenburg und Ulrich Pfisterer gewann er am 12. Juli 1970 im Bochumer Stadion an der Castroper Straße mit 3:2 gegen den TuS Altrip seinen einzigen Titel.

#### VfL Wolfsburg
Von 1974 bis 1981 war er für den VfL Wolfsburg als Mittelfeldspieler aktiv. Er begann in der Regionalliga Nord in der sein Verein mit dem vierten Platz für die ab der Saison 1974/75 neu geschaffene 2. Bundesliga qualifizierte. In der seinerzeit zweigleisigen 2. Bundesliga kam er in 24 Punktspielen zum Einsatz und erzielte ein Tor.
Mit dem am Saisonende feststehenden Abstieg, spielte er eine Saison lang in der Oberliga Nord, aus der er mit seiner Mannschaft als Zweitplatzierter in die 2. Bundesliga Nord zurückkehrte. Doch auch seine zweite Saison in dieser Spielklasse, in der er sechs Tore in 32 Punktspielen erzielte, konnten den erneuten Abstieg in die Oberliga Nord nicht verhindern. Bis 1981 bestritt Winter insgesamt 115 Spiele für den VfL und erzielte dabei 25 Tore.

#### MTV Gifhorn
Von 1981 bis 1986 spielte er für den MTV Gifhorn in der Oberliga Nord, erreichte mit seiner Mannschaft 1982/83 mit dem vierten Platz das beste, in seiner letzten Saison mit dem 18. Platz – der den Abstieg in die Verbandsliga Niedersachsen bedeutete – das schlechteste Ergebnis.

### Trainer
Winter war in der Saison 1987/88 zunächst noch als Spielertrainer für den SV Calberlah im Landkreis Gifhorn aktiv gewesen, bevor er sich ausschließlich der Trainertätigkeit widmete. Im weiteren Verlauf betreute er in Hillerse, ebenfalls im Landkreis Gifhorn, den Mehrspartenverein TSV Hillerse. 1991 wurde Winter Co-Trainer unter Uwe Erkenbrecher beim VfL Wolfsburg, dem Duo gelang mit dem Klub 1992 als Meister der Oberliga Nord und dem anschließenden Gewinn der Aufstiegsrunde gegen den FSV Zwickau, FC Berlin und 1. FC Union Berlin der Aufstieg in die 2. Bundesliga. Nach der Entlassung von Erkenbrecher betreute Winter die Mannschaft interimistisch vom 9. bis 15. Februar 1993 und stand in dieser Zeit bei einem 3:1-Erfolg beim späteren Meister SC Freiburg an der Seitenlinie. Nach einer weiteren Saison als Co-Trainer von Eckhard Krautzun endete seine Zeit beim VfL 1994, da Krautzun Rico Weigand als Co-Trainer zum Klub holte. In der Saison 2003/04 war er Cheftrainer des Wolfsburger Stadtteilvereins SV Reislingen-Neuhaus, später betreute er den in Isenbüttel beheimateten MTV Isenbüttel und in der Saison 2012/13 den Wolfsburger Verein TSG Mörse. Seine letzte Trainertätigkeit bekleidete er von 2013 bis 2016 beim Gifhorner Verein MTV Gamsen, den er zu zwei Aufstiegen führte.

## Erfolge
Spieler
- Aufstieg in die 2. Bundesliga 1976
- Deutscher A-Juniorenmeister 1970

## Persönliches
Winter, der den Rufnamen „Pimpel“ trägt, hatte in Berlin eine Malerlehre absolviert. Nach seinem Wechsel nach Wolfsburg arbeitete er ebenfalls zunächst als Maler, 1976 erhielt er einen Arbeitsplatz bei der Volkswagen AG. Zunächst in der Produktion, wechselte er bald in die Kreditoren-Buchhaltung, seinen Abschluss als Bürokaufmann holte er auf der Abendschule nach. Nach 37 Jahren bei VW ging er Anfang 2013 in Altersteilzeit.